# TOCA Race Driver 2
TOCA Race Driver 2 (DTM Race Driver 2 na Alemanha e V8 Supercars 2 na Austrália) é um jogo eletrônico simulador de corridas desenvolvido e publicado pela Codemasters lançado em 2004 para Microsoft Windows, Xbox, PlayStation 2, mobile e PlayStation Portable, o jogo é o quinto da série TOCA.

## Circuitos
O jogo possui mais de 30 circuitos, sendo reais e fictícios:

### África do Sul
- Kyalami

### Alemanha
- EuroSpeedway Lausitz
- Hockenheimring
- Norisring
- Nürburgring

### Austrália
- Barbagallo Raceway
- Circuito de Rua de Adelaide
- Circuito de Rua de Surfers Paradise
- Eastern Creek Raceway
- Mount Panorama Circuit
- Hidden Valley Raceway
- Oran Park Raceway
- Phillip Island Grand Prix Circuit
- Sandown Raceway

### Áustria
- A1 Ring

### Espanha
- Circuito de Barcelona-Catalunha (exclusivo para PlayStation 2)

### Estados Unidos
- Laguna Seca Raceway
- Michigan Loop
- Pikes Peak International Raceway
- Road America
- Shortwood Park
- Southfield Heights
- Texas Motor Speedway

### Itália
- Adria International Raceway
- Circuito de Vallelunga

### Países Baixos
- Circuit Park Zandvoort

### Nova Zelândia
- Pukekohe Park Raceway

### Reino Unido
- Brands Hatch
- Donington Park
- Loch Rannoch
- Oulton Park

### Suécia
- Mantorp Park